# Lista de deputados estaduais de Alagoas da 2.ª legislatura
Essa é uma lista de deputados estaduais de Alagoas eleitos para o período 1951-1955. Foram 35 eleitos.

## Composição das bancadas
| Partido | Líder                     | Bancada | Posição  |
| ------- | ------------------------- | ------- | -------- |
| PST     | Adalberto Cavalcanti Lins | 17 / 35 | Oposição |
| UDN     | Mário da Costa Guimarães  | 9 / 35  | Governo  |
| PSD     | Antônio Ribeiro Casado    | 6 / 35  | Governo  |
| PSP     | Júlio de Farias França    | 2 / 35  | Governo  |
| PSB     | Aurélio Viana             | 1 / 35  | Oposição |

## Deputados Estaduais
| Número | Deputados estaduais eleitos         | Partido | Votação | Percentual | Cidade onde nasceu   | Unidade federativa |
| 52992  | José Lucena de Albuquerque Maranhão | PST     | 2.449   | 2,48%      | Quebrangulo          | Alagoas            |
| 52224  | José Pinto de Barros                | PST     | 2.066   | 2,09%      | Palmeira dos Índios  | Alagoas            |
| 52586  | Adalberto Cavalcanti Lins           | PST     | 2.035   | 2,06%      | Messias              | Alagoas            |
| 22812  | Lourival de Melo Mota               | UDN     | 2.005   | 2,03%      | Palmeira dos Índios  | Alagoas            |
| 52304  | Claudenor de Albuquerque Lima       | PST     | 1.917   | 1,94%      | Arapiraca            | Alagoas            |
| 52711  | Augusto de Freitas Machado          | PST     | 1.881   | 1,90%      | Pão de Açúcar        | Alagoas            |
| 52171  | Dalmário Freire de Souza            | PST     | 1.802   | 1,82%      | Maceió               | Alagoas            |
| 22139  | Segismundo Andrade                  | UDN     | 1.776   | 1,80%      | Pão de Açúcar        | Alagoas            |
| 22742  | Luís Gonzaga Moreira Coutinho       | UDN     | 1.735   | 1,76%      | Delmiro Gouveia      | Alagoas            |
| 52500  | Ulisses Vitorino Botelho            | PST     | 1.718   | 1,74%      | Arapiraca            | Alagoas            |
| 52985  | Francisco Arlindo Gomes Ferreira    | PST     | 1.502   | 1,52%      | Ibateguara           | Alagoas            |
| 52590  | Mário Fernandes Torres              | PST     | 1.439   | 1,46%      | Água Branca          | Alagoas            |
| 41803  | Oséas Cardoso                       | PSD     | 1.408   | 1,42%      | Viçosa               | Alagoas            |
| 22521  | Oceano Carleial                     | UDN     | 1.385   | 1,40%      | Barbalha             | Ceará              |
| 22956  | Siloé Valeriano Tavares             | UDN     | 1.255   | 1,27%      | Junqueiro            | Alagoas            |
| 22414  | Carlos Gomes de Barros              | UDN     | 1.237   | 1,25%      | Passo de Camaragibe  | Alagoas            |
| 41341  | Remi Tenório Maia                   | PSD     | 1.234   | 1,25%      | Santana do Ipanema   | Alagoas            |
| 22423  | Mário da Costa Guimarães            | UDN     | 1.192   | 1,20%      | São Paulo            | São Paulo          |
| 46147  | Ramiro Costa Pereira                | PSP     | 1.171   | 1,18%      | Taquarana            | Alagoas            |
| 52948  | João Cabral Tolêdo                  | PST     | 1.135   | 1,15%      | Maceió               | Alagoas            |
| 52680  | Abrahão Moura                       | PST     | 1.134   | 1,15%      | Atalaia              | Alagoas            |
| 52963  | Aril Pontes Lira                    | PST     | 1.127   | 1,14%      | Poço das Trincheiras | Alagoas            |
| 52202  | Manoel Ferreira de Barros           | PST     | 1.126   | 1,14%      | Palmeira dos Índios  | Alagoas            |
| 52704  | Benito Freitas Melro                | PST     | 1.115   | 1,13%      | Gararu               | Sergipe            |
| 52634  | José Lopes Duarte (Zeca Lopes)      | PST     | 1.103   | 1,11%      | Atalaia              | Alagoas            |
| 52281  | Sizenando Nabuco de Mello           | PST     | 1.078   | 1,09%      | Passo de Camaragibe  | Alagoas            |
| 52322  | Virgílio Barbosa                    | PST     | 1.041   | 1,05%      | Satuba               | Alagoas            |
| 22857  | Antonino de Albuquerque Malta       | UDN     | 1.018   | 1,03%      | Canapi               | Alagoas            |
| 40459  | Aurélio Viana                       | PSB     | 1.011   | 1,02%      | Santa Luzia do Norte | Alagoas            |
| 41446  | Antônio Ribeiro Casado              | PSD     | 953     | 0,96%      | Capela               | Alagoas            |
| 41443  | Milton Buarque Vanderlei            | PSD     | 938     | 0,95%      | Maribondo            | Alagoas            |
| 41271  | Antenor Claudino da Costa           | PSD     | 925     | 0,93%      | Feira Grande         | Alagoas            |
| 41651  | Pedro Buarque de Gusmão             | PSD     | 913     | 0,92%      | São Luís do Quitunde | Alagoas            |
| 22155  | Olavo Uchôa de Omena                | UDN     | 835     | 0,84%      | Paripueira           | Alagoas            |
| 46343  | Júlio de Farias França              | PSP     | 536     | 0,54%      | Colônia Leopoldina   | Alagoas            |